# 第13回ワシントンD.C.映画批評家協会賞
第13回ワシントンD.C.映画批評家協会賞は2014年の映画を対象としており、2014年12月6日にノミネーションが発表された。同月8日に受賞者が発表された。

## 受賞・ノミネート一覧

### 作品賞
- 『6才のボクが、大人になるまで。』
  - 『バードマン あるいは（無知がもたらす予期せぬ奇跡）』
  - 『ゴーン・ガール』
  - 『セッション』
  - 『グローリー/明日への行進』

### 監督賞
- リチャード・リンクレイター - 『6才のボクが、大人になるまで。』
  - アレハンドロ・ゴンサレス・イニャリトゥ - 『バードマン あるいは（無知がもたらす予期せぬ奇跡）』
  - デヴィッド・フィンチャー - 『ゴーン・ガール』
  - デミアン・チャゼル - 『セッション』
  - エイヴァ・デュヴァーネイ - 『グローリー/明日への行進』

### 主演男優賞
- マイケル・キートン - 『バードマン あるいは（無知がもたらす予期せぬ奇跡）』
  - ベネディクト・カンバーバッチ - 『イミテーション・ゲーム/エニグマと天才数学者の秘密』
  - エディ・レッドメイン - 『博士と彼女のセオリー』
  - オスカー・アイザック - 『アメリカン・ドリーマー 理想の代償』
  - デヴィッド・オイェロウォ - 『グローリー/明日への行進』

### 主演女優賞
- ジュリアン・ムーア - 『アリスのままで』
  - ロザムンド・パイク - 『ゴーン・ガール』
  - リース・ウィザースプーン - 『わたしに会うまでの1600キロ』
  - フェリシティ・ジョーンズ - 『博士と彼女のセオリー』
  - スカーレット・ヨハンソン - 『アンダー・ザ・スキン 種の捕食』

### 助演男優賞
- J・K・シモンズ - 『セッション』
  - イーサン・ホーク - 『6才のボクが、大人になるまで。』
  - アンディ・サーキス - 『猿の惑星: 新世紀』
  - エドワード・ノートン - 『バードマン あるいは（無知がもたらす予期せぬ奇跡）』
  - マーク・ラファロ - 『フォックスキャッチャー』

### 助演女優賞
- パトリシア・アークエット - 『6才のボクが、大人になるまで。』
  - ジェシカ・チャステイン - 『アメリカン・ドリーマー 理想の代償』
  - ローラ・ダーン - 『わたしに会うまでの1600キロ』
  - ティルダ・スウィントン - 『スノーピアサー』
  - エマ・ストーン - 『バードマン あるいは（無知がもたらす予期せぬ奇跡）』

### アンサンブル演技賞
- 『バードマン あるいは（無知がもたらす予期せぬ奇跡）』
  - 『6才のボクが、大人になるまで。』
  - 『イントゥ・ザ・ウッズ』
  - 『グローリー/明日への行進』
  - 『グランド・ブダペスト・ホテル』

### 脚本賞
- アレハンドロ・ゴンサレス・イニャリトゥ、アーマンド・ボー、ニコラス・ジャコボーン、アレクサンダー・ディネラリス・ジュニア - 『バードマン あるいは（無知がもたらす予期せぬ奇跡）』
  - リチャード・リンクレイター - 『6才のボクが、大人になるまで。』
  - デミアン・チャゼル - 『セッション』
  - フィル・ロード&クリス・ミラー - 『LEGO ムービー』
  - ウェス・アンダーソン - 『グランド・ブダペスト・ホテル』

### 脚色賞
- ギリアン・フリン - 『ゴーン・ガール』
  - ニック・ホーンビー - 『わたしに会うまでの1600キロ』
  - アンソニー・マッカーテン - 『博士と彼女のセオリー』
  - グラハム・ムーア - 『イミテーション・ゲーム/エニグマと天才数学者の秘密』
  - ポール・トーマス・アンダーソン - 『インヒアレント・ヴァイス』

### 若手俳優賞
- エラー・コルトレーン - 『6才のボクが、大人になるまで。』
  - ジェイデン・リーハーバー - 『ヴィンセントが教えてくれたこと』
  - ノア・ワイズマン - 『ババドック 暗闇の魔物』
  - トニー・レヴォロリ - 『グランド・ブダペスト・ホテル』
  - マッケンジー・フォイ - 『インターステラー』

### 撮影賞
- エマニュエル・ルベツキ - 『バードマン あるいは（無知がもたらす予期せぬ奇跡）』
  - ダニエル・ランディン - 『アンダー・ザ・スキン 種の捕食』
  - ロバート・D・イェーマン - 『グランド・ブダペスト・ホテル』
  - ロジャー・ディーキンス - 『不屈の男 アンブロークン』
  - ホイテ・ヴァン・ホイテマ - 『インターステラー』

### 編集賞
- 『バードマン あるいは（無知がもたらす予期せぬ奇跡）』
  - 『6才のボクが、大人になるまで。』
  - 『ゴーン・ガール』
  - 『セッション』
  - 『インターステラー』

### 作曲賞
- 『アンダー・ザ・スキン 種の捕食』
  - 『バードマン あるいは（無知がもたらす予期せぬ奇跡）』
  - 『博士と彼女のセオリー』
  - 『ゴーン・ガール』
  - 『インターステラー』

### 美術賞
- 『グランド・ブダペスト・ホテル』
  - 『スノーピアサー』
  - 『イントゥ・ザ・ウッズ』
  - 『インターステラー』
  - 『バードマン あるいは（無知がもたらす予期せぬ奇跡）』

### アニメーション映画賞
- 『LEGO ムービー』
  - 『ブック・オブ・ライフ 〜マノロの数奇な冒険〜』
  - 『The Boxtrolls』
  - 『ヒックとドラゴン2』
  - 『ベイマックス』

### 外国語映画賞
- 『フレンチアルプスで起きたこと』 スウェーデン
  - 『サンドラの週末』 ベルギー
  - 『人生スイッチ』 アルゼンチン
  - 『イーダ』 ポーランド
  - 『Mommy/マミー』 カナダ

### ドキュメンタリー映画賞
- 『Life Itself』
  - 『シチズンフォー スノーデンの暴露』
  - 『ホドロフスキーのDUNE』
  - 『The Overnighters』
  - 『サイゴン陥落 緊迫の脱出』

### ジョー・バーバー賞
- 『キャプテン・アメリカ/ウィンター・ソルジャー』
  - 『グローリー/明日への行進』
  - 『X-MEN:フューチャー&パスト』
  - 『Kill the Messenger』
  - 『Anita』